# Sònia Farré
Sònia Farré Fidalgo, née le 3 janvier 1976, est une femme politique espagnole membre de Podemos.
Elle est élue députée de la circonscription de Barcelone lors des élections générales de décembre 2015.

## Biographie

### Profession
Sònia Farré Fidalgo est professeure du second degré. Elle a étudié la philologie catalane avec une mention en philologie anglaise.

### Activités politiques
Le 26 juin 2016, elle est élue députée pour Barcelone au Congrès des députés.